# Castilleja plagiotoma
Castilleja plagiotoma är en snyltrotsväxtart som beskrevs av Asa Gray. Castilleja plagiotoma ingår i släktet målarborstar, och familjen snyltrotsväxter. Inga underarter finns listade i Catalogue of Life.